# Indos
Indos, żyro, indosament (z wł. indosso 'na grzbiecie' ze śrdw. łac. indorsare 'potwierdzać (uwagą, podpisem) na odwrocie’ od łac. in 'na' i dorsum 'grzbiet') – oświadczenie woli zbywającego o przeniesieniu własności weksla, czeku (lub innego zbywalnego papieru wartościowego, o ile ustawy przewidują taką możliwość, np. konosamentu na zlecenie).
Zgodnie z kodeksem cywilnym, indos jest pisemnym oświadczeniem umieszczonym na papierze wartościowym na zlecenie i zawierającym co najmniej podpis zbywającego, oznaczającym przeniesienie praw na inna osobę. Do przeniesienia praw wynikających z takiego dokumentu niezbędne jest jego wydanie oraz istnienie nieprzerwanego szeregu indosów.
Osoba przenosząca weksel (czek) przez indos to indosant, zaś osoba, na rzecz której następuje przeniesienie to indosatariusz.
Indos musi być bezwarunkowy (warunki, od których uzależniono indos, uważa się za nienapisane) i musi przenosić całość praw z weksla (czeku) – indos częściowy jest nieważny. Indos wywiera szersze skutki, niż przelew: indosatariusz może wykonywać wszystkie prawa z weksla, ale – w odróżnieniu od przelewu (patrz: art. 513 k.c.) – „osoby, przeciw którym dochodzi się praw z weksla, nie mogą wobec posiadacza zasłaniać się zarzutami, opartymi na swych stosunkach osobistych z wystawcą lub z posiadaczami poprzednimi” (art. 17 Prawa wekslowego).
Indos ma formę pisemnego oświadczenia na grzbiecie weksla (czeku) lub na przedłużku.
Indos in blanco zawiera jedynie podpis zbywającego, w odróżnieniu od indosu pełnego, który zawiera pełny tekst oświadczenia („Ustępuję/Ustępujemy na zlecenie...”). Takie same skutki, jak indos in blanco, wywiera indos na okaziciela. Wyróżnia się również indos pełnomocniczy, którego istotą nie jest przeniesienie praw z weksla (czeku), lecz umocowanie innej osoby do ich wykonywania, oraz indos zastawniczy – indosatariusz może wtedy udzielić tylko indosu pełnomocniczego.
Indosant przenosząc weksel przez indos staje się żyrantem indosatariusza i każdego na kogo przeniesiono weksel przez indos i tak samo jak on odpowiada przed następującymi po nim indosatariuszami, wszyscy wpisani przed nim indosanci z kolei odpowiadają wekslowo za zapłatę i przyjęcie weksla przed nim.